# MC5
MC5 (аббревиатура от Motor City Five) — американская рок-группа из Линкольн-Парка, штат Мичиган, леворадикальные контркультурные позиции которой повлияли на становление американского прото-панка.

## История группы
Детройтская банда MC5 появилась на свет в конце 1964 года. Собственно, история группы началась с дружбы гитаристов Уэйна Крамера и Фреда Смита, познакомившихся ещё в школе. Оба были заядлыми почитателями ритм-энд-блюза, блюза и любой напористой, энергичной музыки — как раз такой, как гаражный рок, который они стали играть. Поначалу Уэйн и Фред собрали свои собственные группы и играли отдельно друг от друга, однако через какое-то время они решили играть вместе. Группа получила название The Bounty Hunters. Ей быстро удалось добиться популярности в родном Детройте.
Через какое-то время Крамер нашёл группе менеджера, который подыскал группе хорошего вокалиста — им стал Роб Дермайнгер. Роб пришел на прослушивание как бас-гитарист, однако Крамер и его друзья заинтересовались не тем, как он играет, а тем, как он поёт. Роб был принят в группу и сразу после этого взял псевдоним Роб Тайнер. Он же придумал группе название — Motor City Five, глядя на группу Dave Clark Five, которая в то время была очень популярна. Состав MC5 в это время следующий: Роб Тайнер (вокал), Фред «Соник» Смит (гитара), Уэйн Крамер (гитара), Патрик Берроуз (бас) и Боб Гаспар (ударные).
Поначалу это была обычная подростковая группа, игравшая на вечеринках. Потом Крамер и Смит начали экспериментировать с фидбэком, что пришлось не по нраву Гаспару и Берроузу. В 1966 году MC5 обзавелись новой ритм-секцией в лице басиста Майкла Дэвиса и барабанщика Денниса Томпсона. К тому времени команда уже была резидентом известной детройтской площадки «Грэнд Болрум» (англ. «Grande Ballroom»), а её анархические выступления придали квинтету культовый статус.
В начале 1967 года менеджером группы стал Джон Синклер, известный деятель андеграунда и создатель радикальной политической фракции «Белые пантеры» (англ. «White Panther Party»), проповедовавшей борьбу с культурой любыми средствами, включая рок-н-ролл, наркотики и секс на улицах. Под влиянием Роба Тайнера, который не скрывал своих левых взглядов, и Джона Синклера все члены группы прониклись левыми идеями. Это привнесло в тексты песен нескрываемый политический подтекст. Группа начала устраивать на сцене провокационные шоу. Так, например, музыканты появлялись перед зрителями с незаряженными ружьями, а под конец выступления «невидимый снайпер» «застреливал» вокалиста Тайнера. Кроме того, музыканты не скрывали, что употребляют ЛСД и марихуану. В идеологии членов MC5 смешались левые взгляды, мысли о внутренней и внешней свободе и раскрепощённости. Под руководством Джона Синклера MC5 сделались рупором «белых пантер» — со сцены, задрапированной американскими флагами, они выкрикивали революционные лозунги, из-за чего быстро обрели проблемы с законом.
В конце августа 1968 года участники MC5 поддержали протесты во время съезда Демократической партии США в Чикаго в августе 1968 г., выступив на фестивале «Yippies' Festival of Life» перед зданием, где проходил Чикагский национальный съезд Демократической партии. Во время этого съезда члены Демократической партии определяли, кто будет баллотироваться на пост президента. 1968 год был политически сложным для Соединённых Штатов: были убиты Мартин Лютер Кинг и Роберт Кеннеди; по всей стране проходили манифестации против войны во Вьетнаме. Выступление MC5 носило как раз антивоенный характер. Восемь часов продолжалось их выступление — только потому, что никто из согласившихся прежде на участие музыкантов в Чикаго не прибыл. Из всех на месте оказался только Нил Янг, но он передумал петь и наблюдал за происходящим молча.
Затем группу заметил менеджер «Elektra Records» Дэнни Филдс. Их знакомство закончилось контрактом, и уже осенью 1968 года «живьём» был записан первый альбом, «Kick Out the Jams». Альбом привлёк внимание слушателей по всей Америке. Это была не студийная, а концертная пластинка, так как управляющие компании «Elektra» посчитали, что именно во время «живых» выступлений группе удаётся показать всё самое лучшее, на что она способна. Главными композициями стали: «Kick Out the Jams», «Rama Lama Fa Fa Fa», «Starship» и «Motor City Is Burning». Альбом стал настоящим событием, и ныне по праву считается одним из самых лучших концертных рок-альбомов. Пластинка попала в национальный Top 30, однако некоторые дистрибьюторы отказывались браться за её распространение из-за скандального выкрика Тайнера «Kick out the jams, motherfuckers!». Фирме «Elektra» пришлось пойти на попятный, и она выпустила «приглаженную» версию альбома, заменив ругательное слово на «brothers and sisters» (что было сделано против воли музыкантов). Когда популярная сеть музыкальных магазинов Hudson’s отказалась продавать дебютную пластинку MC5 по причине того, что в текстах песен звучала ненормативная лексика, музыканты отреагировали заявлением в прессе. Оно гласило: «Fuck Hudson’s!» Текст заявления сопровождался изображением логотипа звукозаписывающей компании «Elektra». В результате подобного демарша магазин Hudson’s отказался от продажи любой продукции, выпускаемой компанией «Elektra». Вскоре после этого лейбл поспешил избавиться от группы, а поскольку Синклер к тому времени сел в тюрьму (за хранение марихуаны), то группа осталась не только без контракта, но и без менеджера. После этого музыкантам предложила покровительство «Atlantic Records».
За продюсирование второй пластинки «Back in the USA» (1970) взялся Джон Ландау, который удалил все психоделические примочки и сделал звук MC5 максимально упрощённым. Песни, звучавшие на ней, более походили на песни, которые спустя пять лет стали петь панк-рок-группы. За несколько лет до официального появления панк-рока был записан альбом, предвосхитивший создание этого жанра. Однако для того времени «Back in the USA» оказался непонятым, и потому не имел такого коммерческого успеха, как его предшественник, отзывы были плохими или крайне сдержанными. Критики отмечали: «Играет как будто совсем другая группа». Даже концерты перестали вызывать прежний ажиотаж. Это настораживало и музыкантов, и менеджеров.
Третий альбом появился в 1971 году. Пластинка «High Time» продавалась ещё хуже, чем «Back in the USA». Однако сами музыканты остались довольны — они сыграли то, что хотели сыграть. Стиль этой пластинки очень близок стилю ранних работ групп Kiss и Aerosmith, выпустивших свои дебютные альбомы двумя годами позже. Отсутствие коммерческого успеха третьего альбома заставило «Atlantic Records» разорвать контракт. Тем временем в коллективе обострились проблемы с наркотиками, а в начале 1972 года из группы ушёл Майкл Дэвис. Вакансию басиста занял Стив Мурхаус, но вскоре Тайнер и Томпсон отказались от выступлений, и группа прекратила существование.
MC5 получили признание уже после распада, когда многие исполнители начали заявлять об их влиянии на своё творчество. Самой же популярной из наследия группы стала песня «Kick Out the Jams», на которую делали кавер-версии многие коллективы, в их числе Blue Öyster Cult, Rage Against the Machine, Jeff Buckley, Bad Brains, Monster Magnet и другие.
Спустя почти 30 лет после распада группы трое участников оригинального состава — Уэйн Крамер, Майкл Дэвис и Дэннис Томпсон — воссоединились и дали ряд концертов с приглашёнными музыкантами. Первое выступление ветеранов рок-музыки состоялось 13 марта 2003 года в лондонском «100 Club» в рамках акции «Sonic Revolution – A New Energy Rising». Однако возвращение группы не вызвало ажиотажа у публики. Так, на первый концерт пришло всего около 350 человек. 17 февраля 2012 года от печёночной недостаточности умер басист классического состава Майкл Дэвис.
В 2022 году участники группы анонсировали выход нового альбома. В 2024 году группа была включена в Зал славы рок-н-ролла. 2 февраля 2024 года от рака поджелудочной железы умер гитарист классического состава Уэйн Крамер. 2 апреля 2024 года от сердечной недостаточности умер менеджер и идеолог Джон Синклер. 8 мая от инфаркта миокарда умер барабанщик классического состава Дэннис Томпсон. Таким образом, в 2024 году в живых не осталось ни одного участника классического состава, и группа автоматически прекратила существование. 18 октября 2024 года после 53-летней паузы вышел посмертный и последний альбом группы «Heavy Lifting».

## Дискография
Альбомы
- Kick Out the Jams, 1969
- Back in the USA, 1970
- High Time, 1971
- Heavy Lifting, 2024

Компиляции
- Babes in Arms (1983) (коллекция ранних синглов)
- Black to Comm (1994)
- Power Trip (1994)
- Looking at You (1994)
- The American Ruse (1995)
- Ice Pick Slim (1995)
- The Big Bang!: Best of the MC5 (2000)
- Thunder Express (1999) (Recorded in 1972)
- Teenage Lust (1997)
- Are You Ready To Testify?: The Live Bootleg Anthology (2005)

Бокс-сеты
- Purity Accuracy (2004)

Синглы
- I Can Only Give You Everything (1966)
- One of the Guys (1967)
- Looking at You (1968)
- Kick Out the Jams (1969)
- Ramblin’ Rose (1969)
- Tonight (1969)
- Shakin’ Street (1970)
- Over and Over / Sister Anne (1971) (Never officially released, only test pressings exist)

## MC5 фильмы
- MC5: Kick Out the Jams 1999
- MC5*: A True Testimonial 2002